# Cappella di San Giovanni da Matera
L'antica cripta dedicata a San Giovanni da Matera si trova a Matera ed è una delle tante chiese rupestri scavate nella roccia.

## Descrizione
La cripta ha un impianto a forma rettangolare e presenta un soffitto piatto interrotto da un pilastro mozzo.
Il presbitorio, leggermente sopraelevato, presenta sul fondo una nicchia absidale dall'arco parabolico incorniciato e posto su due gradoni.